# Morti il 23 giugno
| Questa pagina contiene informazioni ricavate automaticamente dalle voci biografiche con l'ausilio del template Bio e di un bot. L'aggiornamento è periodico e automatico e ricostruisce completamente la pagina. Se manca una persona in questa lista, sei pregato di non aggiungerla, ma accertati piuttosto che la sua voce biografica contenga il template Bio e che i dati anagrafici siano correttamente compilati. Se il template Bio manca, inseriscilo tu stesso o, in alternativa, metti l'avviso {{tmp\|Bio}} che ne segnala la mancanza. Se i dati riportati sono sbagliati, correggi direttamente la voce biografica; le modifiche saranno visibili in questa lista entro pochi giorni. Per chiarimenti vedi il progetto biografie. La lista contiene solo le 500 persone che sono citate nell'enciclopedia e per le quali è stato implementato correttamente il template Bio. Pagina aggiornata al 5 ago 2025. |

## I secolo(1)
- 79 - Vespasiano, imperatore romano (n. 9)

## III secolo(1)
- 258 - Agrippina di Mineo, santa romana (n. 243)

## X secolo(2)
- 956 - Urraca Sánchez di Navarra, regina spagnola
- 994 - Lotario Udo I di Stade, nobile tedesco (n. 950)

## XI secolo(1)
- 1018 - Enrico I di Babenberg, nobile tedesco

## XII secolo(2)
- 1137 - Adalberto I di Saarbrücken, arcivescovo cattolico tedesco
- 1198 - Lanfranco Beccari, vescovo cattolico italiano

## XIII secolo(3)
- 1213 - Maria d'Oignies, religiosa belga (n. 1177)
- 1222 - Costanza d'Aragona, regina (n. 1183)
- 1290 - Enrico IV di Polonia, duca polacco

## XIV secolo(5)
- 1324 - Aymer de Valence, II conte di Pembroke, nobile britannico
- 1341 - Jacopo Caetani degli Stefaneschi, cardinale e scrittore italiano
- 1349 - Pierre Bertrand, cardinale e vescovo cattolico francese (n. 1280)
- 1356 - Margherita II di Hainaut, contessa (n. 1311)
- 1389 - Pierre d'Orgemont, politico francese (n. 1315)

## XV secolo(4)
- 1423 - Margherita Datini, italiana (n. 1360)
- 1430 - Luigi I di Bar, vescovo cattolico francese
- 1444 - Marco di Efeso, vescovo ortodosso bizantino (n. 1392)
- 1500 - Ludovico Lazzarelli, poeta e filosofo italiano (n. 1447)

## XVI secolo(11)
- 1514 - Enrico IV di Brunswick-Lüneburg, nobile tedesco (n. 1463)
- 1537 - Pedro de Mendoza, esploratore e militare spagnolo
- 1555 - Pedro Mascarenhas, navigatore, esploratore e diplomatico portoghese (n. 1484)
- 1561 - Saitō Yoshitatsu, militare giapponese (n. 1527)
- 1565 - Dragut, ammiraglio e corsaro ottomano (n. 1485)
- 1570 - Bernardino Blaceo, pittore italiano
- 1575 - Hara Masatane, militare giapponese (n. 1531)
- 1576 - Levina Teerlinc, miniatrice fiamminga
- 1582 - Shimizu Muneharu, militare giapponese (n. 1537)
- 1587 - Ōmura Sumitada, militare giapponese (n. 1533)
- 1588 - Innocent Gentillet, giurista francese

## XVII secolo(15)
- 1608 - Thomas Garnet, gesuita inglese
- 1609 - Giulio Cesare Gonzaga di Bozzolo, nobile italiano (n. 1552)
- 1610 - Juan Orozco Covarrubias y Leiva, vescovo cattolico spagnolo (n. 1544)
- 1611 - Cristiano II di Sassonia, nobile tedesco (n. 1583)
- 1614 - Mark Welser, banchiere, politico e astronomo tedesco (n. 1558)
- 1615 - Mashita Nagamori, militare giapponese (n. 1545)
- 1617 - Giovanni Botero, gesuita, scrittore e filosofo italiano (n. 1544)
- 1634 - Smeraldo Smeraldi, ingegnere e cartografo italiano (n. 1553)
- 1635 - Giovanni Bonifacio, scrittore, giurista e storiografo italiano (n. 1547)
- 1635 - Giovan Giorgio Cesarini, nobile italiano (n. 1590)
- 1652 - Iacobus Gothofredus, giurista e politico svizzero (n. 1587)
- 1659 - Giovanni Dolfin, vescovo cattolico italiano (n. 1589)
- 1670 - Francesco Grassia, scultore italiano
- 1677 - Guglielmo Ludovico di Württemberg, duca tedesco (n. 1647)
- 1692 - Jean François de Noailles, nobile e militare francese (n. 1658)

## XVIII secolo(14)
- 1701 - Augustin-Charles d'Aviler, architetto e scrittore francese (n. 1653)
- 1707 - John Mill, teologo e grecista inglese (n. 1645)
- 1728 - Gabriel Daniel, storico e gesuita francese (n. 1649)
- 1754 - Girolamo Palazzotto, architetto e presbitero italiano (n. 1688)
- 1761 - Balaji Bajirao Peshwa, indiano (n. 1720)
- 1762 - Charles Cornwallis, I conte Cornwallis, nobile e politico inglese (n. 1700)
- 1765 - Aleksej Antropov, pittore russo (n. 1716)
- 1770 - Mark Akenside, poeta e medico inglese (n. 1721)
- 1771 - Jean-Claude Trial, violinista e compositore francese (n. 1732)
- 1775 - Karl Ludwig von Pöllnitz, scrittore e avventuriero tedesco (n. 1692)
- 1788 - Alfonso Varano, poeta e drammaturgo italiano (n. 1705)
- 1794 - James Graham, medico britannico (n. 1745)
- 1795 - James Craig, architetto e urbanista scozzese (n. 1739)
- 1797 - Antonio Diziani, pittore italiano (n. 1737)

## XIX secolo(62)
- 1806 - Mathurin Jacques Brisson, fisico e ornitologo francese (n. 1723)
- 1809 - Luigi Gazzoli, cardinale italiano (n. 1735)
- 1809 - Marco Sebastiano Giampiccoli, incisore italiano (n. 1737)
- 1814 - Louis Antoine Vimeux, generale e nobile francese (n. 1737)
- 1820 - Luisa Carolina di Hochberg, nobildonna tedesca (n. 1768)
- 1821 - Luisa Maria Adelaide di Borbone, nobile francese (n. 1753)
- 1823 - Elizabeth Waldegrave, nobildonna inglese (n. 1758)
- 1824 - Franz Horny, pittore tedesco (n. 1798)
- 1829 - Wojciech Bogusławski, attore teatrale, direttore teatrale e drammaturgo polacco (n. 1757)
- 1831 - Mateo Albéniz, compositore e organista spagnolo (n. 1755)
- 1831 - Robert Spencer, nobile e politico inglese (n. 1747)
- 1836 - James Mill, storico, filosofo e economista scozzese (n. 1773)
- 1839 - Giuseppe Sala, cardinale italiano (n. 1762)
- 1839 - Juan Cruz Varela, poeta, scrittore e drammaturgo argentino (n. 1794)
- 1842 - Francesco Ottaviano Renucci, scrittore, medico e presbitero francese (n. 1767)
- 1845 - Fulgence de Bury, drammaturgo francese (n. 1785)
- 1847 - Charles Januarius Acton, cardinale inglese (n. 1803)
- 1848 - Maria Leopoldina d'Austria-Este, nobile austriaca (n. 1776)
- 1849 - Andrea Ferrari, generale italiano (n. 1770)
- 1852 - Karl Pavlovič Brjullov, pittore russo (n. 1799)
- 1852 - Michail Nikolaevič Zagoskin, drammaturgo e scrittore russo (n. 1789)
- 1853 - Giacomo Luigi Brignole, cardinale italiano (n. 1797)
- 1853 - Charles Pravaz, medico francese (n. 1791)
- 1857 - Christian Molbech, storico, critico letterario e filologo danese (n. 1783)
- 1859 - Marija Pavlovna Romanova, nobile russa (n. 1786)
- 1860 - Giuseppe Cafasso, presbitero italiano (n. 1811)
- 1862 - Jean Baptiste Desmazières, micologo francese (n. 1786)
- 1864 - Christian Ludwig Brehm, ornitologo tedesco (n. 1787)
- 1865 - William Wilkins, politico statunitense (n. 1779)
- 1866 - Leonzio Armelonghi, avvocato, politico e magistrato italiano (n. 1827)
- 1866 - Eliodoro Spech, tenore e patriota italiano (n. 1810)
- 1867 - Francesco Alliata-Campiglia, politico italiano (n. 1806)
- 1867 - Christian Georg Theodor Ruete, oculista tedesco (n. 1810)
- 1867 - Armand Trousseau, medico francese (n. 1801)
- 1868 - Morris Jacob Raphall, rabbino e ebraista britannico (n. 1798)
- 1868 - Matthew Vassar, mercante e filantropo statunitense (n. 1792)
- 1870 - Mírzá Mihdí, religioso persiano (n. 1848)
- 1873 - Filiberto Mollard, generale italiano (n. 1801)
- 1874 - Nunzio Tamburrini, brigante italiano (n. 1828)
- 1876 - Enrico Bindi, arcivescovo e letterato italiano (n. 1812)
- 1876 - Angelo Pometta, medico e politico svizzero (n. 1834)
- 1877 - Emmanuel Le Maout, naturalista e ornitologo francese (n. 1799)
- 1877 - Giuseppe Piacentini, avvocato e politico italiano (n. 1803)
- 1878 - George Back, ammiraglio e esploratore britannico (n. 1796)
- 1880 - Adolph Eduard Grube, aracnologo e zoologo tedesco (n. 1812)
- 1881 - Matthias Jacob Schleiden, botanico tedesco (n. 1804)
- 1882 - Ieroteo di Gerusalemme, arcivescovo ortodosso greco
- 1884 - Georg Baumgarten, pioniere dell'aviazione tedesco (n. 1837)
- 1890 - George Washington McCrary, politico statunitense (n. 1835)
- 1891 - Norman Robert Pogson, astronomo inglese (n. 1829)
- 1891 - Francesco Viganò, economista, scrittore e patriota italiano (n. 1807)
- 1891 - Wilhelm Eduard Weber, fisico tedesco (n. 1804)
- 1893 - Giovanni Collina, artista italiano (n. 1820)
- 1893 - William Fox, politico neozelandese (n. 1812)
- 1893 - Theophilus Shepstone, politico sudafricano (n. 1817)
- 1894 - Marietta Alboni, contralto italiano (n. 1826)
- 1894 - Władysław Czartoryski, nobile, diplomatico e filantropo polacco (n. 1828)
- 1895 - James Renwick Jr, architetto statunitense (n. 1818)
- 1895 - Raffaele di Nonno, arcivescovo cattolico italiano (n. 1831)
- 1896 - Nicola d'Orgemont, abate belga (n. 1826)
- 1897 - Luigi Del Moro, architetto italiano (n. 1845)
- 1899 - Secondo Cremonesi, patriota, politico e imprenditore italiano (n. 1822)

## XX secolo(236)
- 1903 - Giovanni Mestica, filologo e politico italiano (n. 1831)
- 1904 - Alexander Mackennal, religioso britannico (n. 1835)
- 1905 - William Thomas Blanford, geologo e naturalista inglese (n. 1832)
- 1905 - Arthur Ford Mackenzie, compositore di scacchi giamaicano (n. 1861)
- 1907 - Federico Bellelli, politico italiano (n. 1817)
- 1907 - Carl Klein, mineralogista e cristallografo tedesco (n. 1842)
- 1907 - Emanuel Mendel, neurologo e psichiatra tedesco (n. 1839)
- 1907 - Hod Stuart, hockeista su ghiaccio canadese (n. 1879)
- 1907 - George Thorne, golfista britannico (n. 1846)
- 1908 - Doppo Kunikida, scrittore e giornalista giapponese (n. 1871)
- 1910 - Robert Boog Watson, zoologo e religioso britannico (n. 1823)
- 1911 - Cecrope Barilli, pittore italiano (n. 1839)
- 1911 - Heinrich Hofmann, pittore tedesco (n. 1824)
- 1911 - Thomas Scott, arciere statunitense (n. 1833)
- 1913 - Ambrosio Figueroa, generale, politico e rivoluzionario messicano (n. 1869)
- 1913 - Nicolás de Piérola, politico peruviano (n. 1839)
- 1914 - Gustave Garaud, pittore francese (n. 1844)
- 1914 - Guido Sommi Picenardi, storico e letterato italiano (n. 1839)
- 1916 - Nedeljko Čabrinović, rivoluzionario serbo (n. 1895)
- 1916 - Oscar Chilesotti, musicologo e liutaio italiano (n. 1848)
- 1916 - Carlo Giordana, militare italiano (n. 1865)
- 1916 - Maurice Vinot, attore francese (n. 1888)
- 1917 - James Conlin, calciatore inglese (n. 1881)
- 1918 - Secondo Achino, generale italiano (n. 1862)
- 1918 - Harry Jefferson, velista britannico (n. 1849)
- 1918 - Carlo Moscatelli di Castelvetere, politico e nobile italiano (n. 1843)
- 1919 - Luigi Luciani, cardiologo e fisiologo italiano (n. 1840)
- 1920 - Giuseppe Ugolini, militare italiano (n. 1885)
- 1922 - Wu Tingfang, diplomatico e politico cinese (n. 1842)
- 1923 - Jean Casale, militare e aviatore francese (n. 1893)
- 1923 - Giovanni Battista Paganuzzi, avvocato e politico italiano (n. 1841)
- 1923 - Peter Hermann Stillmark, farmacologo tedesco (n. 1860)
- 1924 - Eugenio Giraldoni, baritono italiano (n. 1871)
- 1925 - Vladimir Nikolaevič Davydov, attore teatrale russo (n. 1849)
- 1926 - Friedrich von Georgi, generale austro-ungarico (n. 1852)
- 1926 - Jón Magnússon, politico islandese (n. 1859)
- 1926 - Viktor Michajlovič Vasnecov, pittore russo (n. 1848)
- 1928 - Joseph Anthelme Fournier, generale francese (n. 1854)
- 1930 - Joseph Dahlmann, missionario e gesuita tedesco (n. 1861)
- 1930 - Ibrahim Ali Khan, principe indiano (n. 1849)
- 1931 - Alessandro Stoppato, avvocato e politico italiano (n. 1858)
- 1933 - Albert Champoudry, mezzofondista francese (n. 1880)
- 1933 - Frands Faber, hockeista su prato danese (n. 1897)
- 1933 - Vito Fedeli, compositore e organista italiano (n. 1866)
- 1933 - Luigi Tabacco, calciatore italiano (n. 1901)
- 1934 - Gabrielle Hébert, fotografa francese (n. 1853)
- 1936 - Vincenzo Caprile, pittore italiano (n. 1856)
- 1937 - Yisroel Chaim Daiches, rabbino e religioso lituano (n. 1851)
- 1937 - H. M. Walker, sceneggiatore statunitense (n. 1885)
- 1938 - Cecilia Cavendish-Bentinck, nobildonna britannica (n. 1862)
- 1938 - Charles Hennemann, discobolo e martellista statunitense (n. 1866)
- 1939 - Mark Gertler, pittore inglese (n. 1891)
- 1940 - Nicola Brandi, militare italiano (n. 1918)
- 1940 - Mario Lalli, militare italiano (n. 1919)
- 1940 - Jean Pontremoli, ingegnere, dirigente d'azienda e ufficiale francese (n. 1902)
- 1940 - Tito Sinibaldi, politico e avvocato italiano (n. 1859)
- 1941 - Elliott Dexter, attore statunitense (n. 1870)
- 1941 - Eugène Laverne, velista francese (n. 1866)
- 1941 - Umberto Silvagni, giornalista e politico italiano (n. 1862)
- 1942 - Andy Ducat, calciatore, allenatore di calcio e crickettista inglese (n. 1886)
- 1944 - Eduard Dietl, generale tedesco (n. 1890)
- 1944 - Karl Eglseer, generale austriaco (n. 1890)
- 1944 - Otto Hoffman, attore statunitense (n. 1879)
- 1944 - Ioan Sandu, militare e aviatore rumeno (n. 1900)
- 1944 - Virgil Trandafirescu, militare e aviatore rumeno (n. 1907)
- 1944 - François Vergucht, canottiere belga (n. 1885)
- 1944 - Thomas-Emil von Wickede, generale tedesco (n. 1893)
- 1945 - Maria Raffaella Cimatti, religiosa italiana (n. 1861)
- 1945 - Bushiri Lungundu, profeta della Repubblica Democratica del Congo
- 1945 - Tone Polda, presbitero e poeta sloveno (n. 1917)
- 1945 - Léon Sultan, attivista marocchino (n. 1905)
- 1945 - Giuseppina Tuissi, partigiana e antifascista italiana (n. 1923)
- 1946 - William S. Hart, attore e regista statunitense (n. 1864)
- 1946 - Charles Oman, storico e numismatico britannico (n. 1860)
- 1947 - François Menno Knoote, calciatore olandese (n. 1879)
- 1948 - Hans Adam, militare tedesco (n. 1883)
- 1949 - Louis Segondi, mezzofondista francese (n. 1879)
- 1949 - Gennaro Sora, militare italiano (n. 1892)
- 1950 - Antonio Lanza, arcivescovo cattolico italiano (n. 1905)
- 1950 - Alda Levi, archeologa italiana (n. 1890)
- 1951 - Victor Johnson, pistard britannico (n. 1883)
- 1951 - Nikoláj Grigor'evič Sergéev, ballerino, coreografo e insegnante russo (n. 1876)
- 1952 - László Berti, schermidore ungherese (n. 1875)
- 1953 - Adriano Bernareggi, arcivescovo cattolico italiano (n. 1884)
- 1954 - Enrico Saroldi, scultore, incisore e medaglista italiano (n. 1878)
- 1955 - František Janda-Suk, discobolo e pesista boemo (n. 1878)
- 1956 - Nino Bertocchi, pittore, scrittore e critico d'arte italiano (n. 1900)
- 1956 - Reinhold Moritzevič Glière, compositore russo (n. 1875)
- 1957 - Ignazio Aphram I Barsoum, siro (n. 1887)
- 1958 - Armas Järnefelt, direttore d'orchestra e compositore finlandese (n. 1869)
- 1958 - Cândido de Oliveira, calciatore, allenatore di calcio e giornalista portoghese (n. 1896)
- 1958 - Friedrich Tessmann, politico, giurista e storico italiano (n. 1894)
- 1959 - Cesare Maria De Vecchi, generale, politico e diplomatico italiano (n. 1884)
- 1959 - Jean Gallon, pedagogo e compositore francese (n. 1878)
- 1959 - Fritz Kraemer, generale tedesco (n. 1900)
- 1959 - Arturo Labriola, politico e economista italiano (n. 1873)
- 1959 - Boris Vian, scrittore, paroliere e drammaturgo francese (n. 1920)
- 1961 - Richard Gunn, pugile britannico (n. 1871)
- 1961 - Nikolaj Mal'ko, musicista e direttore d'orchestra ucraino (n. 1883)
- 1962 - Sigurd Andersen, calciatore norvegese (n. 1903)
- 1963 - Frans Blom, archeologo e esploratore danese (n. 1893)
- 1963 - Bigio Vielmi, calciatore italiano (n. 1893)
- 1964 - Gino Rovere, imprenditore, dirigente sportivo e pilota automobilistico italiano (n. 1897)
- 1964 - Frank Scully, giornalista e scrittore statunitense (n. 1892)
- 1965 - Mary Boland, attrice statunitense (n. 1880)
- 1965 - Carlo Carcano, allenatore di calcio e calciatore italiano (n. 1891)
- 1965 - Ugo Sartirana, ingegnere e politico italiano (n. 1901)
- 1966 - Italo Simon, farmacologo italiano (n. 1878)
- 1966 - Clara Jacobo, cantante italiana (n. 1898)
- 1966 - Hiroshi Shimizu, regista giapponese (n. 1903)
- 1967 - Franz Babinger, storico e turcologo tedesco (n. 1891)
- 1967 - Frank Edwards, giornalista e saggista statunitense (n. 1908)
- 1967 - Ronald Graham, ufficiale inglese (n. 1896)
- 1967 - Benedetto Pasquini, avvocato, politico e imprenditore italiano (n. 1899)
- 1968 - Giordano Giacomello, chimico italiano (n. 1910)
- 1968 - Josef Halumbirek, compositore di scacchi austriaco (n. 1891)
- 1968 - Frigyes Minder, allenatore di calcio e calciatore ungherese (n. 1880)
- 1968 - Mary Tibaldi Chiesa, scrittrice, traduttrice e politica italiana (n. 1896)
- 1969 - Stanley Andrews, attore statunitense (n. 1891)
- 1969 - Volmari Iso-Hollo, siepista e mezzofondista finlandese (n. 1907)
- 1969 - Chuck Taylor, cestista e allenatore di pallacanestro statunitense (n. 1901)
- 1969 - Ľudo Zúbek, scrittore, traduttore e traduttore slovacco (n. 1907)
- 1970 - Carl Auen, attore tedesco (n. 1892)
- 1970 - István Fekete, scrittore ungherese (n. 1900)
- 1970 - Fortunato Yambao, cestista filippino (n. 1912)
- 1971 - Maria Anna di Braganza, nobile portoghese (n. 1899)
- 1971 - Jean Fréville, scrittore e storico francese (n. 1895)
- 1972 - Hans Jenny, medico svizzero (n. 1904)
- 1972 - Akaki Khorava, attore georgiano (n. 1896)
- 1972 - Werner Klingler, regista e attore tedesco (n. 1903)
- 1972 - Johannes Hendrik Olav Smit, vescovo cattolico olandese (n. 1883)
- 1973 - Cliff Aberson, giocatore di football americano e giocatore di baseball statunitense (n. 1921)
- 1973 - Gerry Birrell, pilota automobilistico britannico (n. 1944)
- 1973 - Pietro Carlo Borlenghi, baritono italiano (n. 1887)
- 1973 - Fay Holden, attrice statunitense (n. 1893)
- 1973 - Hans Reese, calciatore tedesco (n. 1891)
- 1974 - Plinio Marconi, architetto, ingegnere e urbanista italiano (n. 1893)
- 1974 - Carlo Zinato, vescovo cattolico italiano (n. 1890)
- 1975 - József Wereb, allenatore di calcio e calciatore ungherese (n. 1903)
- 1976 - Imogen Cunningham, fotografa statunitense (n. 1883)
- 1976 - DeHart Hubbard, lunghista statunitense (n. 1903)
- 1977 - Gaetano Carancini, giornalista, critico cinematografico e sceneggiatore italiano (n. 1910)
- 1977 - Aleksandr Juchnovskij, militare ucraino (n. 1925)
- 1977 - Frank Spain, hockeista su ghiaccio statunitense (n. 1909)
- 1977 - Elmtrude di Baviera, principessa tedesca (n. 1886)
- 1978 - Jeff Cohen, cestista statunitense (n. 1939)
- 1978 - Bruno Vilar, poeta e attore italiano (n. 1942)
- 1979 - Domenico Nardini, fotografo italiano (n. 1895)
- 1980 - Mario Amato, magistrato italiano (n. 1937)
- 1980 - Mario Del Cittadino, calciatore italiano (n. 1907)
- 1980 - Sanjay Gandhi, politico indiano (n. 1946)
- 1980 - Kishan Lal, hockeista su prato indiano (n. 1917)
- 1980 - John Laurie, attore scozzese (n. 1897)
- 1980 - Jan Smeekens, sollevatore olandese (n. 1920)
- 1980 - Alberto Soria, calciatore peruviano (n. 1906)
- 1980 - Clyfford Still, pittore statunitense (n. 1904)
- 1980 - Odile Versois, attrice francese (n. 1930)
- 1981 - Zarah Leander, cantante e attrice svedese (n. 1907)
- 1981 - Lou Spicer, cestista statunitense (n. 1922)
- 1982 - Marie Braun, nuotatrice olandese (n. 1911)
- 1983 - Tonino Biondini, fondista italiano (n. 1945)
- 1983 - Osvaldo Dorticós Torrado, politico cubano (n. 1919)
- 1983 - Jonathan Latimer, giornalista, scrittore e sceneggiatore statunitense (n. 1906)
- 1983 - Georges Ory, giornalista e saggista francese (n. 1897)
- 1983 - Giovanni Plazzer, canottiere italiano (n. 1899)
- 1984 - Leto Morvidi, politico e avvocato italiano (n. 1894)
- 1984 - Horst Nemec, calciatore austriaco (n. 1939)
- 1984 - Aleksandr Michajlovič Semënov, pittore russo (n. 1922)
- 1984 - Ēriks Skadiņš, calciatore lettone (n. 1910)
- 1985 - Cecil Isbell, giocatore di football americano e allenatore di football americano statunitense (n. 1915)
- 1985 - Leonid Rumjancev, calciatore sovietico (n. 1916)
- 1985 - Angelo Tomelleri, politico italiano (n. 1924)
- 1986 - Hobbes Dino Cecchini, commediografo, giornalista e regista italiano (n. 1906)
- 1986 - Moses Israel Finley, storico e etnologo statunitense (n. 1912)
- 1986 - Jerzy Putrament, scrittore e poeta polacco (n. 1910)
- 1986 - Nigel Stock, attore britannico (n. 1919)
- 1987 - Sauveur Ducazeaux, ciclista su strada e dirigente sportivo francese (n. 1911)
- 1987 - Jan de Looper, hockeista su prato olandese (n. 1914)
- 1987 - Antonio Ricci, poeta e scrittore italiano (n. 1952)
- 1987 - Beppe Serafini, pittore italiano (n. 1915)
- 1987 - Mary Cambridge, nobile inglese (n. 1897)
- 1988 - Dante Alimenti, giornalista italiano (n. 1934)
- 1988 - Koko Cárdenas, cestista e giornalista peruviano (n. 1912)
- 1988 - Andrei Glanzmann, calciatore e allenatore di calcio rumeno (n. 1907)
- 1988 - Henry Murray, psicologo statunitense (n. 1893)
- 1989 - Michel Aflaq, politico siriano (n. 1910)
- 1989 - Werner Best, giurista e generale tedesco (n. 1903)
- 1989 - Pitt Herbert, attore statunitense (n. 1914)
- 1989 - Timothy Manning, cardinale e arcivescovo cattolico irlandese (n. 1909)
- 1989 - Vasilij Aleksandrovič Romanov, russo (n. 1907)
- 1990 - Robert Usher, scenografo statunitense (n. 1901)
- 1991 - Cyril Aldred, egittologo britannico (n. 1914)
- 1991 - António Jacinto, poeta angolano (n. 1924)
- 1991 - Piero Lulli, attore italiano (n. 1923)
- 1991 - Michael Pfleghar, regista e sceneggiatore tedesco (n. 1933)
- 1992 - Viktar Janušėŭski, calciatore sovietico (n. 1960)
- 1992 - Nevzad Hanim, ottomana (n. 1901)
- 1993 - Flora Bramley, attrice inglese (n. 1904)
- 1993 - Luigi Rosellini, calciatore italiano (n. 1918)
- 1993 - Swen Swenson, ballerino e attore statunitense (n. 1932)
- 1993 - Massimo Urbani, sassofonista italiano (n. 1957)
- 1994 - Joe Dobson, giocatore di baseball statunitense (n. 1917)
- 1994 - Antoni Sobik, schermidore polacco (n. 1905)
- 1995 - Francesco Camusso, ciclista su strada italiano (n. 1908)
- 1995 - Nils-Joel Englund, fondista svedese (n. 1907)
- 1995 - Teodorico Moretti Costanzi, filosofo italiano (n. 1912)
- 1995 - Carlo Pietrangeli, archeologo e museologo italiano (n. 1912)
- 1995 - Sailor Roberts, giocatore di poker statunitense (n. 1931)
- 1995 - Jonas Salk, virologo e batteriologo statunitense (n. 1914)
- 1995 - Emile Santiago, costumista statunitense (n. 1899)
- 1995 - Anatolij Tarasov, allenatore di calcio, calciatore e hockeista su ghiaccio sovietico (n. 1918)
- 1995 - Egidio Viganò, presbitero italiano (n. 1920)
- 1996 - Salah Abu Seif, regista, sceneggiatore e montatore egiziano (n. 1915)
- 1996 - Ludovico Avio, calciatore argentino (n. 1932)
- 1996 - Pasqualino De Santis, direttore della fotografia italiano (n. 1927)
- 1996 - Karl Heinz Mannchen, produttore cinematografico e sceneggiatore tedesco (n. 1923)
- 1996 - Andreas Papandreou, politico e economista greco (n. 1919)
- 1996 - Hazel Redick-Smith, tennista sudafricana (n. 1926)
- 1996 - Mariano Rojas, ciclista su strada spagnolo (n. 1973)
- 1997 - Jakob Balzert, calciatore tedesco (n. 1918)
- 1997 - Michele Coiro, magistrato italiano (n. 1925)
- 1997 - Rosina Lawrence, attrice, cantante e ballerina statunitense (n. 1912)
- 1997 - Betty Shabazz, attivista statunitense (n. 1936)
- 1998 - Gigi Ghò, architetto e ingegnere italiano (n. 1915)
- 1998 - Maureen O'Sullivan, attrice irlandese (n. 1911)
- 1999 - Carl Lange, attore tedesco (n. 1909)
- 1999 - Francisco Rovira Beleta, regista e sceneggiatore spagnolo (n. 1912)
- 2000 - Hennadij Čečuro, cestista sovietico (n. 1939)
- 2000 - Philippe Chatrier, tennista, giornalista e dirigente sportivo francese (n. 1926)
- 2000 - Enrico Cuccia, banchiere italiano (n. 1907)
- 2000 - Peter Dubovský, calciatore slovacco (n. 1972)
- 2000 - Cesare Marangoni, politico italiano (n. 1924)
- 2000 - Ermanno Nogler, sciatore alpino e allenatore di sci alpino italiano (n. 1921)
- 2000 - Jerónimo José Podestá, vescovo cattolico argentino (n. 1920)
- 2000 - Jerome Richardson, sassofonista, flautista e clarinettista statunitense (n. 1920)
- 2000 - Leo Wätcher, dirigente d'azienda e impresario teatrale italiano (n. 1922)

## XXI secolo(142)
- 2001 - Corinne Calvet, attrice francese (n. 1925)
- 2001 - Pantelej Dimitrov, calciatore bulgaro (n. 1940)
- 2002 - Pietro Bersia, calciatore italiano (n. 1929)
- 2002 - E.B. Clucher, regista, sceneggiatore e direttore della fotografia italiano (n. 1922)
- 2002 - William Fetter, direttore artistico statunitense (n. 1928)
- 2002 - Leo Finzi, ingegnere e progettista italiano (n. 1924)
- 2002 - Olof Lagercrantz, scrittore, biografo e critico letterario svedese (n. 1911)
- 2002 - Aldo Vallone, italianista e filologo italiano (n. 1916)
- 2003 - Oleg Aleksandrovič Bondarёv, regista sovietico (n. 1939)
- 2003 - Sven Fahlman, schermidore svedese (n. 1914)
- 2003 - Marco Magnani, storico dell'arte e critico d'arte italiano (n. 1945)
- 2003 - Egon Rasmussen, calciatore danese (n. 1936)
- 2003 - Aleksandr Sidel'nikov, hockeista su ghiaccio sovietico (n. 1950)
- 2003 - René Touzet, compositore e pianista cubano (n. 1916)
- 2003 - Silvio Zanella, pittore italiano (n. 1918)
- 2004 - Angelo Tommasi, altista italiano (n. 1911)
- 2005 - Shana Alexander, giornalista statunitense (n. 1925)
- 2005 - Pietro Balestra, economista e statistico svizzero (n. 1935)
- 2005 - Felice Mattioli, scultore italiano (n. 1921)
- 2006 - Mario Vincenzo Di Gioia, politico italiano (n. 1928)
- 2006 - Luke Graham, wrestler statunitense (n. 1940)
- 2006 - José María Martín, calciatore e allenatore di calcio spagnolo (n. 1924)
- 2006 - Silvana Mauri, giornalista, scrittrice e traduttrice italiana (n. 1920)
- 2006 - Aaron Spelling, produttore televisivo, produttore cinematografico e attore statunitense (n. 1923)
- 2007 - Alfio Caltabiano, attore, regista e sceneggiatore italiano (n. 1932)
- 2007 - Offer Eshed, cestista e allenatore di pallacanestro israeliano (n. 1942)
- 2007 - Donald Garstang, storico dell'arte statunitense (n. 1946)
- 2007 - Pedro Rivas, cestista panamense (n. 1945)
- 2007 - Hans Sennholz, economista tedesco (n. 1922)
- 2008 - Claudio Capone, doppiatore, annunciatore televisivo e direttore del doppiaggio italiano (n. 1952)
- 2008 - Arthur Chung, politico e giudice guyanese (n. 1918)
- 2008 - Fabrizia Ramondino, scrittrice italiana (n. 1936)
- 2009 - Pietro Armani, politico italiano (n. 1931)
- 2009 - Giulio Collalto, serial killer italiano (n. 1953)
- 2009 - Elio Colosimo, politico italiano (n. 1937)
- 2009 - Adriano Durante, ciclista su strada italiano (n. 1940)
- 2009 - Ed McMahon, attore e conduttore televisivo statunitense (n. 1923)
- 2009 - Giulio Nicoletta, partigiano e militare italiano (n. 1921)
- 2009 - Pierpaolo Pedroni, rugbista a 15 e arbitro di rugby a 15 italiano (n. 1964)
- 2009 - Antonio Mario Tamburro, chimico italiano (n. 1939)
- 2009 - Maurizio Valenzi, politico italiano (n. 1909)
- 2010 - Jörg Berger, allenatore di calcio e calciatore tedesco (n. 1944)
- 2010 - Magda Frank, scultrice ungherese (n. 1914)
- 2010 - Frank Giering, attore tedesco (n. 1971)
- 2010 - Pavel Grigor'evič Ljubimov, regista sovietico (n. 1938)
- 2010 - Mohamed Mzali, politico tunisino (n. 1925)
- 2010 - Pete Quaife, bassista britannico (n. 1943)
- 2011 - Gene Colan, fumettista statunitense (n. 1926)
- 2011 - Christiane Desroches Noblecourt, egittologa e archeologa francese (n. 1913)
- 2011 - Peter Falk, attore e produttore televisivo statunitense (n. 1927)
- 2011 - Stéphane Franke, mezzofondista tedesco (n. 1964)
- 2011 - Johannes Geccelli, artista tedesco (n. 1925)
- 2011 - Dennis Marshall, calciatore costaricano (n. 1985)
- 2011 - Attilio Ruffini, politico, avvocato e saggista italiano (n. 1924)
- 2011 - Fred Steiner, compositore, direttore d'orchestra e arrangiatore statunitense (n. 1923)
- 2012 - Brigitte Engerer, pianista francese (n. 1952)
- 2012 - Elias Gyftopoulos, ingegnere greco (n. 1927)
- 2012 - Alan McDonald, calciatore e allenatore di calcio nordirlandese (n. 1963)
- 2013 - Bobby Bland, cantante e musicista statunitense (n. 1930)
- 2013 - Rocco Caligiuri, rugbista a 15 italiano (n. 1950)
- 2013 - Silvio Lanaro, storico italiano (n. 1942)
- 2013 - Richard Matheson, scrittore e sceneggiatore statunitense (n. 1926)
- 2013 - Gabriella Pavarotti, pallavolista italiana (n. 1940)
- 2013 - Gigi Rizzi, imprenditore e attore italiano (n. 1944)
- 2013 - Sharon Stouder, nuotatrice statunitense (n. 1948)
- 2013 - Dora Tomasone Marinari, traduttrice e critica letteraria italiana (n. 1931)
- 2014 - Małgorzata Braunek, attrice polacca (n. 1947)
- 2015 - Alfredo Cifariello, pittore italiano (n. 1928)
- 2015 - Marujita Díaz, attrice spagnola (n. 1932)
- 2015 - Nirmala Joshi, religiosa indiana (n. 1934)
- 2015 - Helmut Lohner, attore e regista teatrale austriaco (n. 1933)
- 2015 - Magali Noël, attrice e cantante francese (n. 1931)
- 2015 - Jacques Perrier, cestista francese (n. 1924)
- 2015 - Foua Toloa, politico neozelandese
- 2015 - Dick Van Patten, attore statunitense (n. 1928)
- 2015 - Gary Vaughn, sciatore alpino e allenatore di sci alpino statunitense (n. 1935)
- 2016 - Maurice Cantor, vescovo francese (n. 1921)
- 2016 - Michael Herr, giornalista e sceneggiatore statunitense (n. 1940)
- 2016 - Stanley Mandelstam, fisico statunitense (n. 1929)
- 2016 - Ralph Stanley, musicista statunitense (n. 1927)
- 2017 - John S. Conway, storico inglese (n. 1929)
- 2017 - Tonnie van der Linden, calciatore olandese (n. 1932)
- 2017 - Stefano Rodotà, giurista e politico italiano (n. 1933)
- 2017 - Armando Sciascia, violinista, arrangiatore e direttore d'orchestra italiano (n. 1920)
- 2017 - Mr. Pogo, wrestler giapponese (n. 1951)
- 2017 - Simonetta Zauli, conduttrice radiofonica e conduttrice televisiva italiana (n. 1959)
- 2018 - Alberto Fouillioux, calciatore cileno (n. 1940)
- 2018 - Kim Jong-pil, politico e militare sudcoreano (n. 1926)
- 2018 - Mario Santi, politico italiano (n. 1924)
- 2018 - Edu del Prado, attore, ballerino e cantante spagnolo (n. 1977)
- 2019 - Dave Bartholomew, musicista, produttore discografico e compositore statunitense (n. 1918)
- 2019 - Stephanie Niznik, attrice statunitense (n. 1967)
- 2019 - Paulo César Reis Meindl Von Berger, cestista e allenatore di pallacanestro brasiliano (n. 1964)
- 2019 - Fernando Roldán, calciatore cileno (n. 1921)
- 2019 - Žarko Varajić, cestista e dirigente sportivo jugoslavo (n. 1951)
- 2020 - Saadi Toma Abbas, generale e politico iracheno (n. 1939)
- 2020 - Ryan Anthony, trombettista statunitense (n. 1969)
- 2020 - Erminia Bianchini, supercentenaria italiana (n. 1908)
- 2020 - Nikolaj Fadeečev, ballerino russo (n. 1933)
- 2020 - Justin Love, cestista e allenatore di pallacanestro statunitense (n. 1978)
- 2020 - Patricio Rodríguez, tennista e allenatore di tennis cileno (n. 1938)
- 2021 - Walli, fumettista belga (n. 1952)
- 2021 - Melissa Coates, wrestler, culturista e attrice canadese (n. 1971)
- 2021 - Barbara Evans, nuotatrice australiana (n. 1940)
- 2021 - Jackie Lane, attrice britannica (n. 1947)
- 2021 - Brian London, pugile britannico (n. 1934)
- 2021 - John McAfee, programmatore britannico (n. 1945)
- 2021 - Clare Peploe, sceneggiatrice e regista britannica (n. 1941)
- 2021 - Robert Sacchi, attore italiano (n. 1932)
- 2021 - Arturo Schwarz, politico, editore e saggista italiano (n. 1924)
- 2021 - René Sylvestre, giurista haitiano (n. 1962)
- 2021 - Trần Thiện Khiêm, generale e politico vietnamita (n. 1925)
- 2021 - Giorgio Tupini, politico e dirigente d'azienda italiano (n. 1922)
- 2021 - Diana de Feo, giornalista e politica italiana (n. 1937)
- 2022 - Henri Elendé, altista congolese (Repubblica del Congo) (n. 1941)
- 2022 - Sally Greengross, politica britannica (n. 1935)
- 2022 - Ernst Jacobi, attore e doppiatore tedesco (n. 1933)
- 2022 - Stien Kaiser, pattinatrice di velocità su ghiaccio olandese (n. 1938)
- 2022 - Massimo Morante, cantante, chitarrista e compositore italiano (n. 1952)
- 2022 - Michiaki Watanabe, compositore e musicista giapponese (n. 1925)
- 2023 - Luigi Chieco Bianchi, oncologo e patologo italiano (n. 1933)
- 2023 - Margia Dean, attrice statunitense (n. 1922)
- 2023 - Arlette Faidiga, nuotatrice italiana (n. 1938)
- 2023 - Frederic Forrest, attore statunitense (n. 1936)
- 2023 - Rocky Gattellari, pugile australiano (n. 1941)
- 2023 - Sheldon Harnick, paroliere e librettista statunitense (n. 1924)
- 2023 - Betta St. John, attrice statunitense (n. 1929)
- 2024 - Julio Foolio, rapper statunitense (n. 1998)
- 2024 - Michael Krause, hockeista su prato tedesco (n. 1946)
- 2024 - Angelo Paina, calciatore italiano (n. 1949)
- 2024 - José Ramón Ramos, cestista spagnolo (n. 1943)
- 2024 - Hugo Villanueva, calciatore cileno (n. 1939)
- 2024 - Lorenza de' Medici di Ottajano, giornalista e scrittrice italiana (n. 1926)
- 2025 - Alessandro Cappabianca, architetto, critico d'arte e critico cinematografico italiano (n. 1937)
- 2025 - John Clark, calciatore e allenatore di calcio scozzese (n. 1941)
- 2025 - Rebekah Del Rio, cantautrice statunitense (n. 1967)
- 2025 - Gérard Lefranc, schermidore francese (n. 1935)
- 2025 - Li Fubao, calciatore cinese (n. 1955)
- 2025 - Lea Massari, attrice e modella italiana (n. 1933)
- 2025 - Peter Phillips, artista britannico (n. 1939)
- 2025 - Mick Ralphs, chitarrista e compositore britannico (n. 1944)
- 2025 - Jane Stanton Hitchcock, scrittrice e sceneggiatrice statunitense (n. 1946)

## Senza anno specificato(1)
- Cariberto di Laon, nobile franco